# Aromaindex Apfel
Der Aromaindex Apfel ist ein Bewertungsmodell für das Aroma von Apfelsaft. Er liefert eine Kennzahl für die objektive analytische Beschreibung und Beurteilung des Re-Aromatisierungsgrades von Apfelsaft aus Konzentrat.

## Modell
Das Modell ist komplex und berücksichtigt diverse aromaaktive Substanzen, die zum typischen Aromaeindruck von Apfelsaft beitragen. Neben einigen für das Apfelsaftaroma relevanten Estern beinhaltet das Modell ebenso diverse Alkohole und Aldehyde. Durch die Berücksichtigung verschiedener Substanzklassen mit unterschiedlichen Eigenschaften soll das Gesamtaroma des Apfelsaftes treffend beschrieben werden. Die Ester vermitteln die fruchtige Komponente des Apfelsaftaromas, die C6-Aldehyde und -Alkohole beschreiben die apfelige „grün, grasig, frisch“ riechende Komponente des Apfelsaftes.
Im Einzelnen berücksichtigt das Aromaindex-Modell die Substanzen Ethyl-2-methylbutanoat, Ethylbutanoat, 2-Methylbutylacetat, Hexylacetat, Butylacetat, Hexanal, trans-2-Hexenal, 1-Hexanol, trans-2-Hexen-1-ol und 2-Methyl-1-butanol. Die Gehalte der einzelnen Substanzen werden mit bestimmten Normierungsfaktoren multipliziert und die daraus erhaltenen Werte zusammengezählt. Durch die Gewichtung über die Normierungsfaktoren soll der tatsächliche Beitrag zum Gesamtaroma besser beurteilt und eine Übergewichtung einzelner Verbindungen verhindert werden. Unterschiede und Schwankungen werden durch die Berücksichtigung und Gewichtung der zehn Substanzen gut ausgeglichen.

## Aromaindex
| Aromaindex = 2·c (Ethyl-2-methylbutanoat) + 0,5·c (Ethylbutanoat) + 0,25·c (2-Methylbutylacetat) + 0,333·c (Hexylacetat) + 0,1·c (Butylacetat) + 0,1·c (Hexanal) + 0,025·c (trans-2-Hexenal) + 0,017·c (1-Hexanol) + 0,05·c (trans-2-Hexenol) + 0,033·c (2-Methyl-1-butanol) |

Der Aromaindex ist dimensionslos, da alle Normierungsfaktoren die Einheit l/µg tragen.
Die Normierungsfaktoren wurden aus einer Datenbasis aus sortenreinen Direktsäften, kommerziellen Direktsäften, Apfelsäften aus Konzentrat und Apfelaroma-Wasserphasen ermittelt. Die Beurteilung des Aromaindexes orientiert sich an Vergleichswerten von Apfeldirektsaft. Werte unter 150 weisen darauf hin, dass zu wenig Restaurationsaroma zugesetzt wurde.